# Peyre-Brune
Peyre-Brune ist ein Dolmen aus dem Neolithikum bei Saint-Aquilin im französischen Département Dordogne. Dolmen ist in Frankreich der Oberbegriff für neolithische Megalithanlagen aller Art (siehe: Französische Nomenklatur).

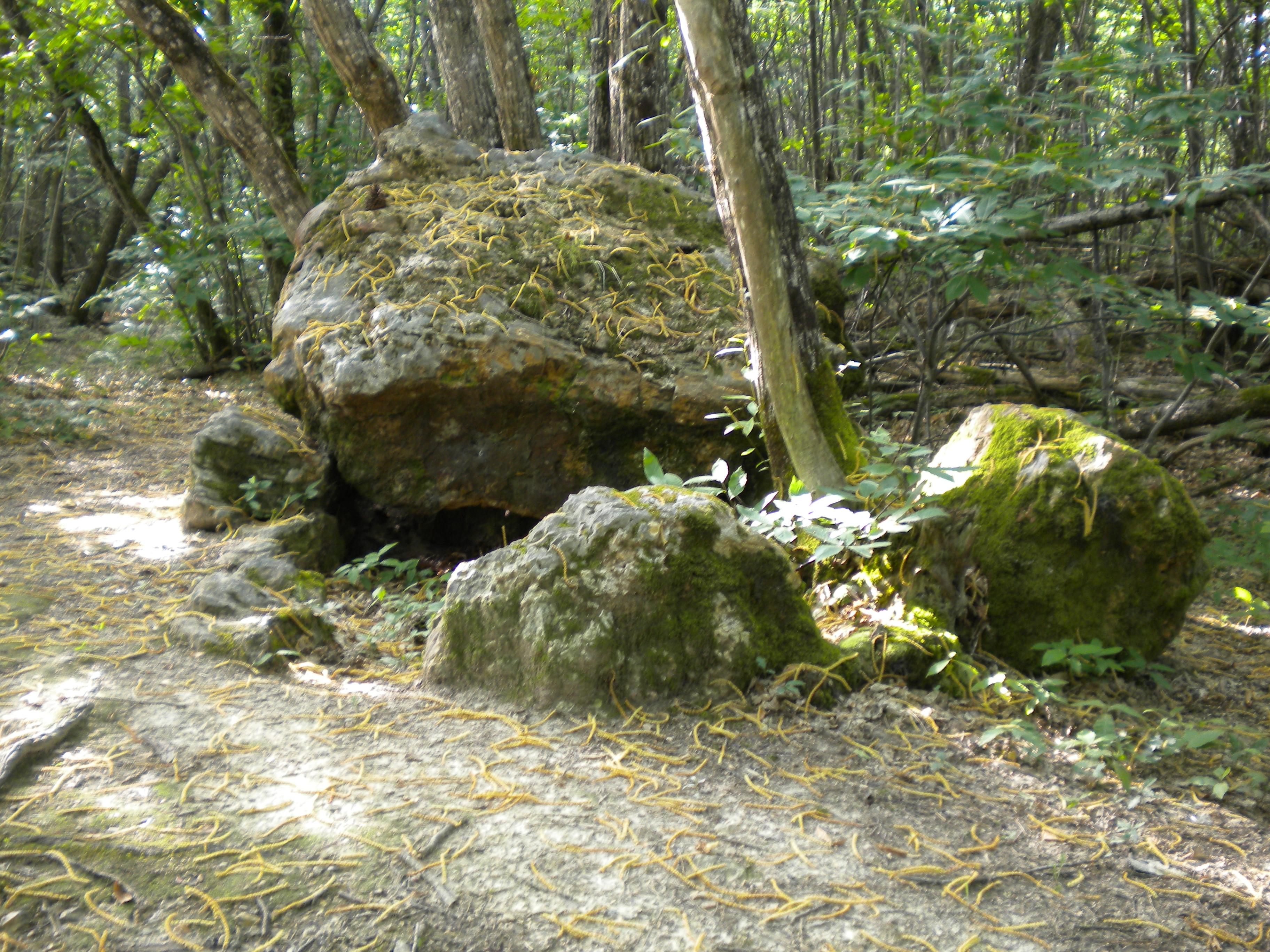
Dolmen Peyre-Brune nahe Saint-Aquilin

## Etymologie
Peyre-Brune ist eine Zusammensetzung aus dem Okzitanischen Wort Peyre mit der Bedeutung  Stein und dem Französischen Adjektiv brune mit der Bedeutung braun – somit zu deutsch Brauner Stein.

## Lage
Der Dolmen Peyre-Brune, auch als Pierre-Brune oder Dolmen von Bel(l)et bekannt, befindet sich in unmittelbarer Nähe rechtsseitig eines vom Château de Belet nach Segonzac führenden Waldwegs, etwa 1,5 Kilometer westlich des Weilers  Seyssac (Gemeinde Saint-Aquilin). Es liegt mitten im Wald auf einem Höhenrücken rund 200 Meter über dem Meer.

## Ausrichtung und Aufbau
Der etwa 2,75 m lange und 2,0 m breite, aus einer rechteckigen Kammer aufgebaute Dolmen, ist mit seiner Längsachse gegen Südost ausgerichtet. Unterlagert wird der Dolmen von obereozänen Sanden der Formation de Boisbreteau. Er besteht aus sieben, etwa 65 cm breiten und 80 cm hohen Tragsteinen, die große Abdeckplatte ist nach Südost verkippt. Die Blöcke sind alle aus sehr hartem, verkieseltem, eisenhaltigem Gestein von orangebrauner Farbe zusammengesetzt. Dieses Gestein gehört der Formation de Beau-Repos (Sidérolithique) an, einer mitteleozänen Formation des Aquitanischen Beckens, welches sich nur noch erratisch auf dem unterliegenden Campanium (Formation de Barbezieux – Campanium 4) findet. Nach Ablagerung des Campaniums verlandete und verkarstete das Sedimentbecken. Kontinentale Sedimente des Cuisiums verfüllten Vertiefungen in der Karstfläche. Die auflagernden Sande des Lutetiums wurden sodann diagenetisch rekristallisiert und verkieselt  – es entstand somit ein geschätzter, weil extrem harter und resistenter Rohstoff für die Megalitherbauer. Die schwere Abdeckplatte ist über eine Mindestdizanz von 500 Meter antransportiert worden.

## Funde
Grabungen  der Societé archéologique du Périgord im Jahr 1874 erbrachten folgende Funde:
- Ohrgehänge
- Tonscherben
- Vasenbruchstücke
- einen Faustkeil
- Beile
- Messer
- Stichel
- Pfeilspitzen

Ferner fanden sich Steinbruchstücke, pflanzliche Asche und aus Eichenholz gewonnene Holzkohle. Die Grabbeigaben sind jetzt im Musée du Périgord in Périgueux zu besichtigen.
Anhand der Ton- und Steinfragmente konnte das entdeckte Inventar der Artenac-Kultur zugewiesen werden.
Der Beigesetzte war den Analysen zufolge nicht eingeäschert worden.

## Sage
Einer örtlichen Sage nach war der mit einer Fee verheiratete Stammesfürst im Kampf gefallen. Die Fee befahl dann ihrer Dienerschaft, an der Todesstelle den Dolmen zu errichten. Sie belegte ihn außerdem mit einem Fluch für all diejenigen, die es wagen sollten, sich am Grabmal ihres Ehegatten zu vergreifen.

## Erhaltung
Der Fluch der Fee scheint offensichtlich nicht gewirkt zu haben, denn der Dolmen zeigt sich heute in einem schlechten Erhaltungszustand. Es wird außerdem stark von Kastanien überwuchert.

## Bedeutung
Peyre-Brune ist in dieser Region eine der sehr seltenen Megalithanlagen mit Funden, die eine Zuordnung zu einem bestimmten Kulturkreis ermöglichen.